# Rijswijk
Rijswijk  este o comună și o localitate în provincia Olanda de Sud, Țările de Jos. Comuna este o suburbie a orașului Haga

## Localități componente
Rijswijk, 't Haantje, Sion.

## Personalități născute aici
- Felix Thijssen (1933 - 2022), scriitor.